# ミナミシビレタケ
ミナミシビレタケ（Psilocybe cubensis）は、幻覚作用を持った化合物として知られるシロシビン、シロシンを含んだ菌類の1種である。子実体としてキノコを形成することから、幻覚キノコと説明されることもある。栽培は容易であり、マジックマッシュルームとしてよく販売されていた種の1つでもある。菌類のヒメノガステル科に属し、以前はStropharia cubensisとされていた。英語圏での俗名はgolden tops、cubes、gold capsなど。南米ではスペイン語でCucumelo。

## 分類と命名
本種は、1906年に、キューバのフランクリン・サムナー・アールによって最初に記述された。
1907年に、トンキンのナルシス・テオフィル・パトゥイラールによってNaematoloma caerulescensとして同定され、一方で1941年にフロリダ州のウィリアム・マリルがStropharia cyanescensとした。
これらの命名は、後にPsilocybe cubensisの別名として割り当てられた。日本では1967年に八重島諸島と沖縄本島の標本から、宮城元助によりシビレタケモドキとの仮称がつけられ、1996年に京堂健がナンヨウシビレタケとした。
 Psilocybe（シビレタケ）は、ギリシャ語の psilos (ψιλος) と kubê (κυβη) に由来し、はげ頭 (bald head) ということである。Cubensisは、アールによって発見されたキューバを指す。

## ゲノム
Dirk Hoffmeisterらの研究チームは、2017年に、本種とシロシベ・キアネセンス (Psilocybe cyanescens)の全ゲノム配列を明らかにし、さらにはキノコの遺伝子を大腸菌にスプライシングし、医薬品としての注目が集まる中で工業規模のシロシビンの生産を可能とする体制が整っている。

## 特徴
- 傘:
- ひだ:
- 柄: 長さ4–15 cm、幅.5–1.5 cmで、成熟につれ白から黄味がかっていき傷つけると青変あるいは青緑変する。
- 味: でんぷん質。
- 匂い: 同上。
- 胞子紋: 青紫系の茶。
- 顕微鏡的特徴: 胞子は、11.5–17 x 8–11 µmで楕円形に近く、担子器に4つの胞子があり、胞子は時に2、3個であり、側シスチジアと縁シスチジア（キノコの部位#シスチジア） が存在する[9]。

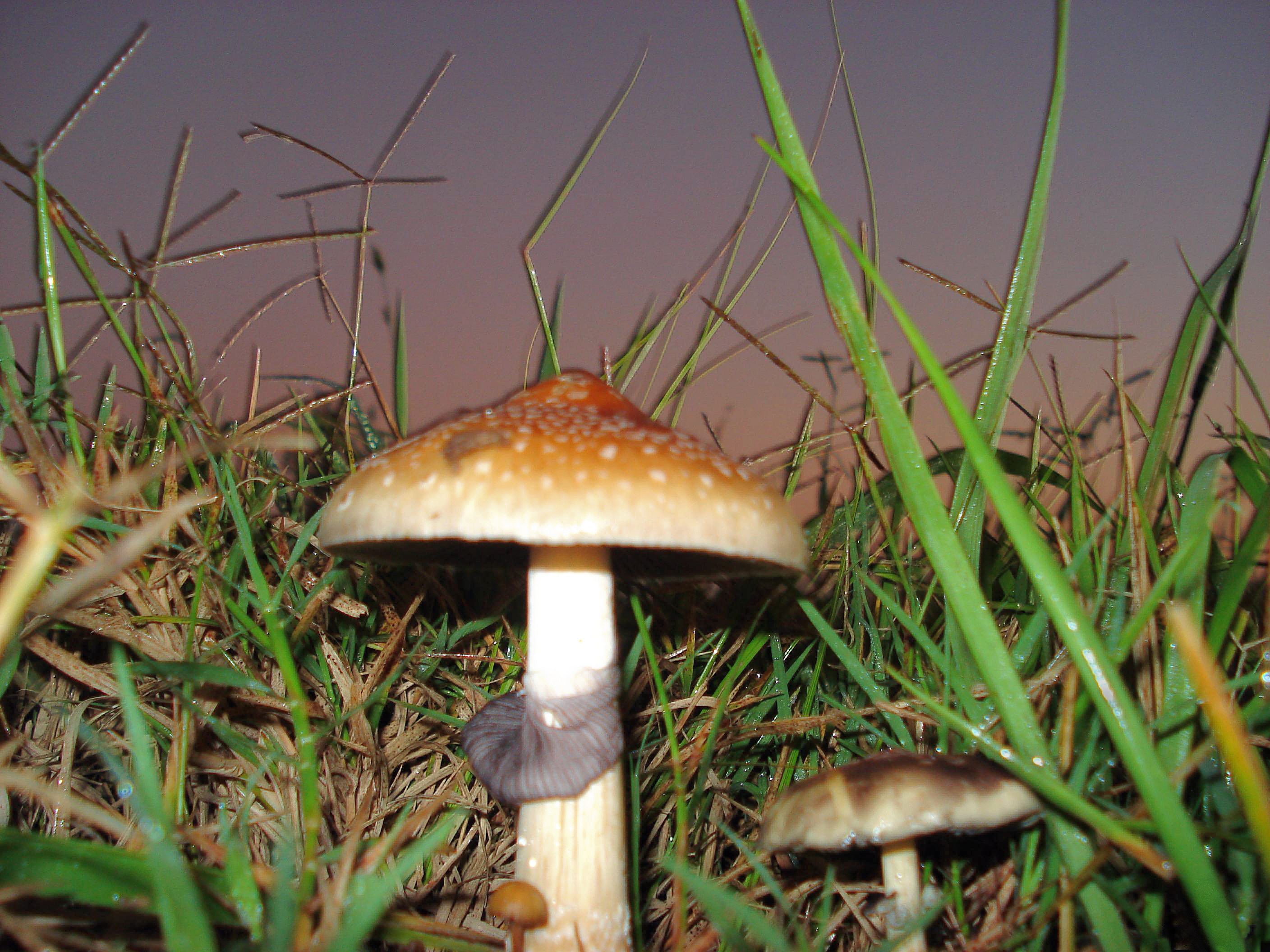
ミナミシビレタケ。
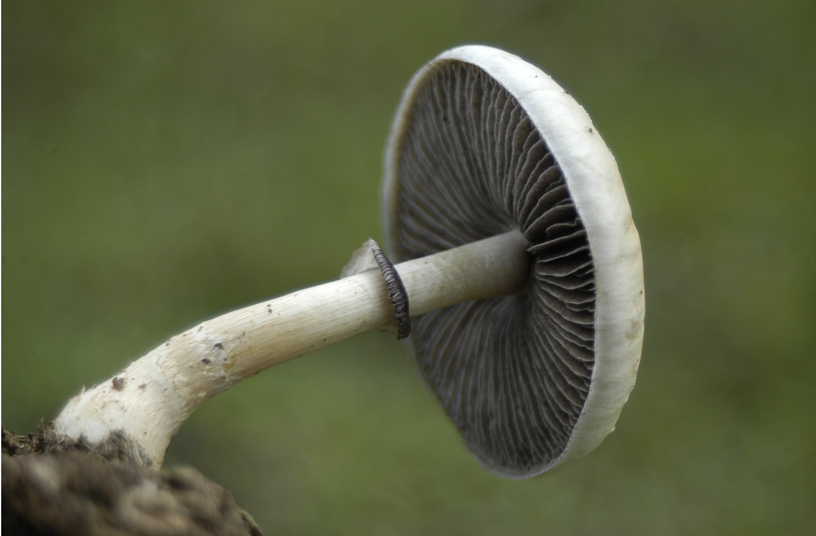
ひだ。
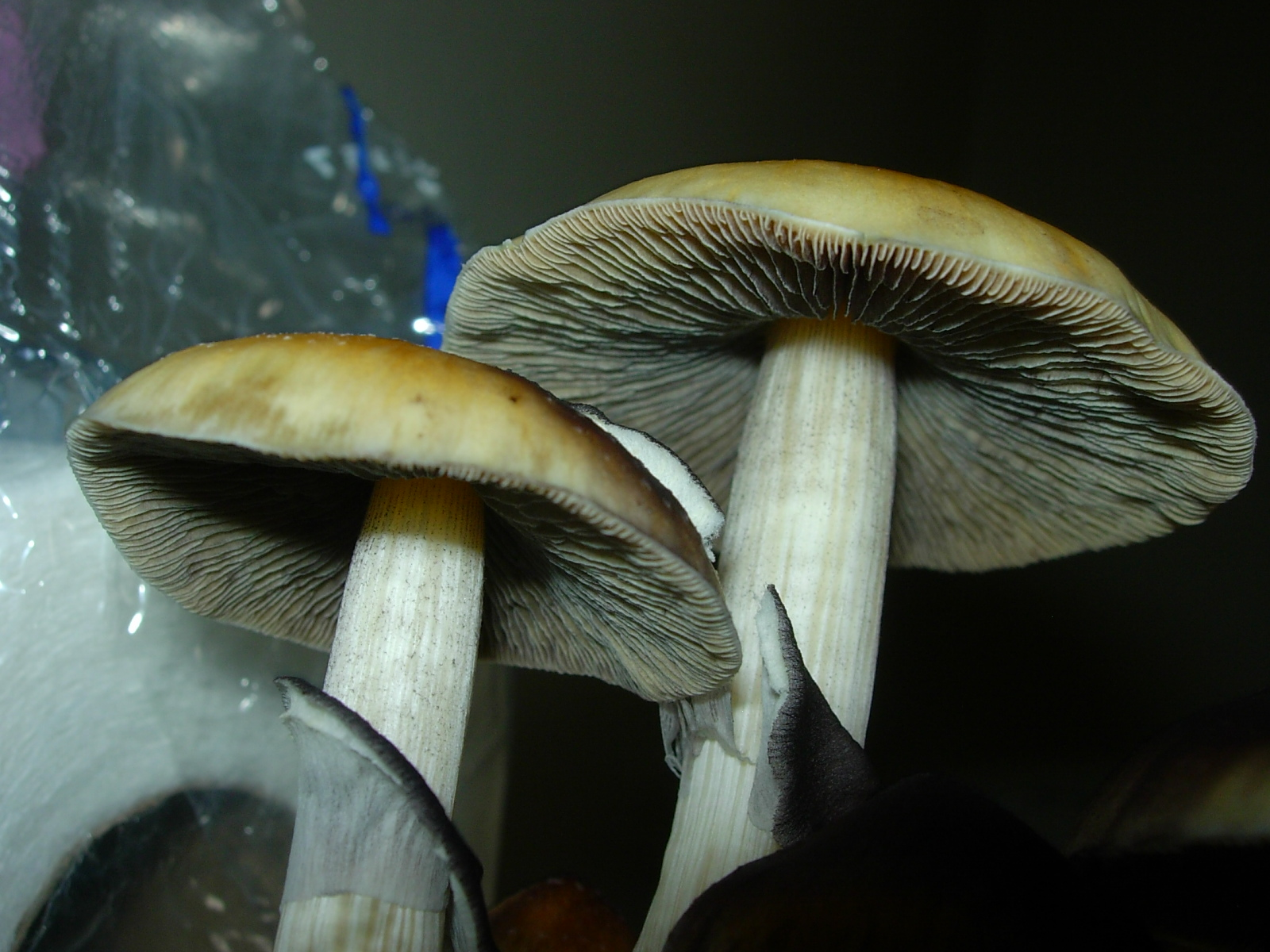
柄。
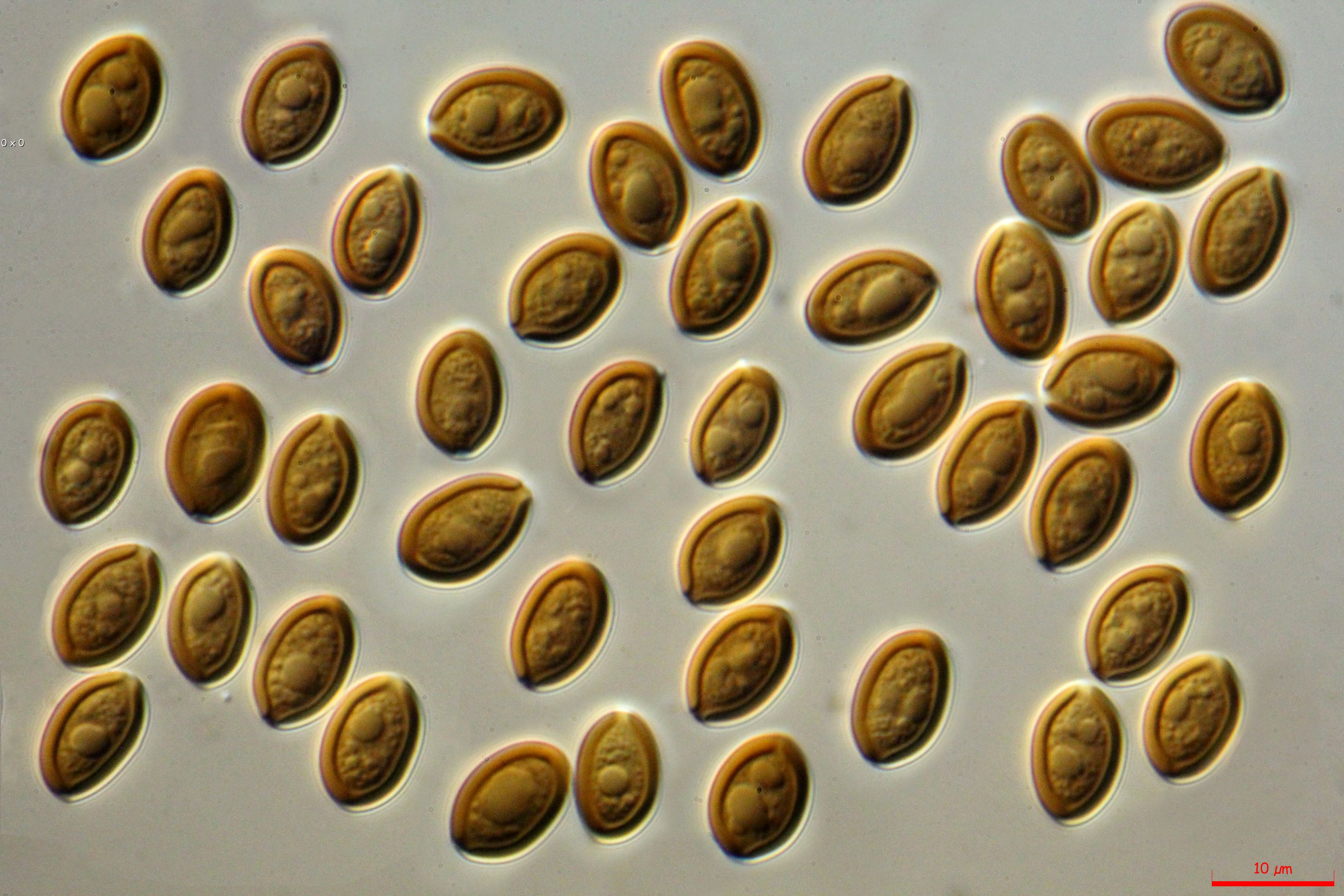
胞子、拡大1000倍。

キューバで発見された。
日本では沖縄に自生している。
近縁種に、同じく糞を好むナンヨウシビレタケ (Psilocybe capitulata) は、沖縄県石垣島の糞に生育し2011年に新種登録されている。

## 毒
ミナミシビレタケは、シロシビン含有のキノコとしておそらく最も広く使われた。主な向精神性の化合物は以下である。
- シロシビン (4-ホスホリルオキシ-N,N-ジメチルトリプタミン)
- シロシン (4-ヒドロキシ-N,N-ジメチルトリプタミン)
- ベオシスチン (4-ホスホリルオキシ-N-メチルトリプタミン)
- ノルベオシスチン（英語版） (4-ホスホリルオキシトリプタミン)

日本では、シロシン、シロシビンを含有するきのこ類の、故意の所持・使用は規制されている。各国では規制は様々である（マジックマッシュルーム#法規制）。
含有されるシロシンとシロシビンの濃度は、高速液体クロマトグラフィーによる測定で、キノコ全体の0.14–0.42%、乾燥重量では0.37–1.30%、傘では0.17–0.78%、茎では0.09–0.30%であった。
個人差はあるが、サイケデリック作用を生じるためには、最低1グラムの乾燥ミナミシビレタケのキノコが経口摂取されれば、適度な作用があらわれる。軽い効果であれば、0.25–1グラムである。1–2.5グラムでは中等度の効果が生じる。2.5グラム以上では強い効果が生じる。
幻覚性があると報告されていた苔癬のディクチオネマ・ワオラニ (Dictyonema huaorani) から、本種と共通する幻覚性物質の存在が示唆されている。

## 栽培

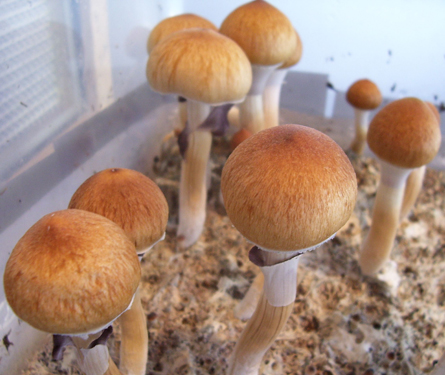
ミナミシビレタケの栽培。

テレンス・マッケナと弟のデニス・マッケナは、1970年代に アマゾン熱帯雨林から帰還し『シロシビン―マジックマッシュルーム栽培ガイド』Psilocybin: Magic Mushroom Grower's Guideを出版し、マジックマッシュルーム栽培の（以前の手法を元にした）新しい手法をもたらし、またシロシビン含有キノコの中でミナミシビレタケの栽培が最も簡単だと断言していた。

## さらに読む
- Guzman, G. The Genus Psilocybe: A Systematic Revision of the Known Species Including the History, Distribution and Chemistry of the Hallucinogenic Species. Beihefte zur Nova Hedwigia Heft 74. J. Cramer, Vaduz, Germany (1983) [now out of print].
- Guzman, G. "Supplement to the genus Psilocybe." Bibliotheca Mycologica 159: 91-141 (1995).
- Nicholas, L.G.; Ogame, Kerry (2006). Psilocybin Mushroom Handbook: Easy Indoor and Outdoor Cultivation. Quick American Archives. ISBN 0-932551-71-8
- Oss, O.T.; O.N. Oeric (1976). Psilocybin: Magic Mushroom Grower's Guide. Quick American Publishing Company. ISBN 0-932551-06-8
- Stamets, Paul; Chilton, J.S. (1983). Mushroom Cultivator, The. Olympia: Agarikon Press. ISBN 0-9610798-0-0
- Stamets, Paul (1996). Psilocybin Mushrooms of the World. Berkeley: Ten Speed Press. ISBN 0-9610798-0-0